# Леопардово попче
Леопардовото попче (Thorogobius ephippiatus) е вид бодлоперка от семейство Попчеви (Gobiidae). Видът не е застрашен от изчезване.

## Разпространение и местообитание
Разпространен е в Албания, Босна и Херцеговина, Великобритания (Северна Ирландия), Гибралтар, Гърнси, Гърция (Егейски острови и Крит), Дания, Джърси, Ирландия, Испания (Балеарски острови, Канарски острови и Северно Африкански територии на Испания), Италия (Сардиния и Сицилия), Малта, Мароко, Монако, Норвегия, Португалия (Азорски острови и Мадейра), Словения, Турция, Франция (Корсика), Хърватия, Черна гора и Швеция.
Обитава крайбрежията и скалистите дъна на океани и морета. Среща се на дълбочина от 6 до 40 m, при температура на водата от 11,2 до 11,9 °C и соленост 35 – 35,4 ‰.

## Описание
На дължина достигат до 13 cm.
Продължителността им на живот е около 9 години.